# Société commerciale interocéanique
La Société commerciale interocéanique, fondée au milieu du XIXe siècle par Ferdinand Kronheimer, est une société de négoce qui fut parmi les toutes premières du Havre, contrôlée par une famille de négociants protestants havrais originaires de Bavière, dont est issu l'ex-secrétaire d’État et maire du Havre Antoine Rufenacht.

## Histoire

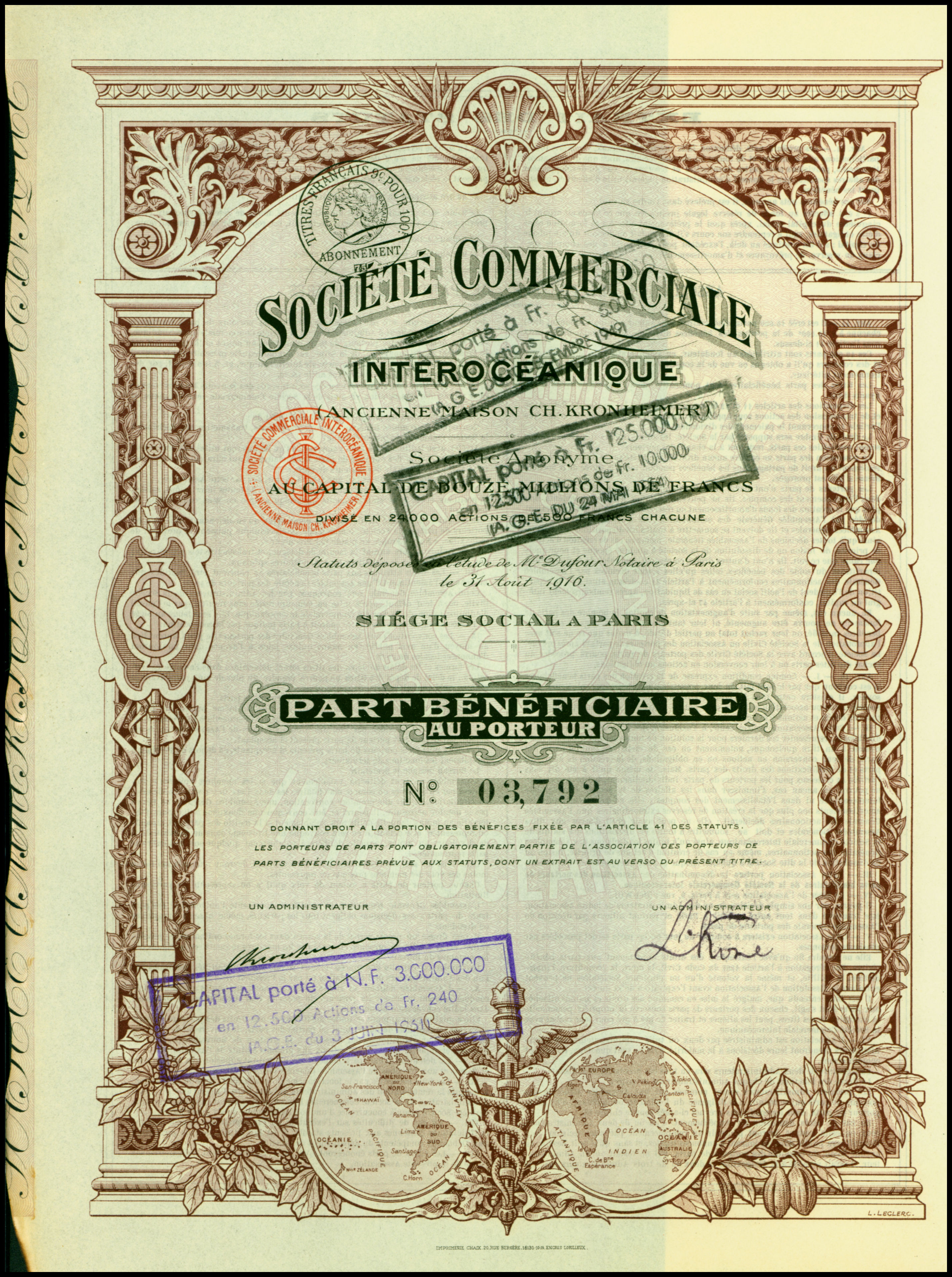
Part bénéficiaire de la Société commerciale interocéanique en date du 31 août 1916.

La maison de négoce située rue Gallieni au Havre existe depuis 1840. Elle a été fondée par Ferdinand Kronheimer (1821-1895), un protestant bavarois dont le père Nathan Kronheimer est décédé en 1851 à Binswangen, en Bavière.
Arrivé d'Allemagne à une époque où le commerce en France était prospère, Ferdinand Kronheimer a épousé en 1859 Françoise Sophie Adèle Marie Mouron (1833-1914), originaire du Pas-de-Calais. L'un de leurs six enfants, Ferdinand Kronheimer (1865-1888), décède à 23 ans, qui lui donne 4 filles et 2 garçons, dont l'un, Ferdinand Kronheimer (1865-1888), qui porte le prénom de son père, décède à 23 ans. Le fondateur est aidé par  son autre fils Charles Félix Kronheimer (1867-1944), qui devient consul  au Havre du royaume des Serbes, Croates et Slovènes, la future Yougoslavie. Ils développent l'affaire autour du café et des épices, deux points forts du port du Havre, ou encore du bois, et d'autres matières premières.
La société de négoce Kronheimer est reconstituée en 1916 sous le nom d'Interocéanique, avec le concours, comme vice-président, de Wladimir Konchine, ancien directeur de la Banque d'État de l'Empire russe. Elle est dirigée à partir de ce moment-là, par  Jacques Edouard Edmond Rufenacht (1862-1924), courtier en café né en 1862 à Strasbourg, dans une famille d'hôteliers, qui a épousé en 1892 Maria Latham (1873-1965), la petite-fille de Charles Latham (1795-1875). La famille Rufenacht-Kronheimer a noué ainsi des liens avec celle du riche négociant anglais installé au Havre. Elle se spécialise dans l'importation de café à partir de 1928, tout d'abord en provenance des Antilles et du Brésil, avec la marque Café Labrador, Santa Catarina et Brasileiro, grâce à une usine pouvant torréfier 12 tonnes de café par jour et une vingtaine d'agents pour placer ses produits. La Société commerciale interocéanique a aussi une importante succursale à Paris pour le sucre.
Elle se spécialise dans l'arabica en provenance des hauts-plateaux de Madagascar en 1950, après la baisse de production malagachee, causée par l'insurrection malgache de 1947, ce qui lui permet de compter parmi les toutes premières maisons de négoce du Havre. En 1930, Madagascar était le principal exportateur de café d'Afrique francophone, avec 83 % du total, les autres pays d'Afrique la rattrapant ensuite grâce aux fronts pionniers ouverts dans les forêts ivoirienne et camerounaise, pour cultiver le robusta.
La famille Latham-Kronheimer devient propriétaire le 7 mars 1919 du « Château de mon désir », un palais miniature construit pour la reine déchue d'Espagne Marie-Christine de Bourbon-Siciles, reconverti en « Casino Marie-Christine » en 1910. À partir de 1928, elle se spécialise dans le café, puis dans le café colonial à partir de 1950.
Odette Mary Fanny Kronheimer (1903-1982), fille de Charles Félix Kronheimer (1867-1944), l'autre fils du fondateur, a épousé le 11 août 1922 Charles Edouard Rufenacht (1897-1962), fils de Jacques Edouard Edmond Rufenacht (1862-1924). Elle dirige l'affaire à sa mort en 1962. En 1973, c'est son fils, le frère d'Antoine Rufenacht, de quinze ans son aîné, qui prend à son tour la présidence de l'entreprise, mais il est emporté deux ans plus tard par une maladie. L'ex-secrétaire d’État et maire du Havre a ainsi pris, dans les années 1970, pour peu de temps, la présidence de l’entreprise familiale. Il s'est séparé de la Société commerciale interocéanique à la fin des années 1970, en vendant le département café de la Société commerciale interocéanique en 1985 à une autre famille de négociants du Havre, protestante elle aussi, les Raoul-Duval, pour se consacrer au groupe nantais Armor, implanté sur plusieurs continents et employant près de 1 500 personnes, devenu l'un des leaders européens des consommables pour la bureautique.

## Sources et références
1. 1 2 3 4 5 6 7 8  Antoine Siret, « Les Rufenacht - Du café à... l'encre », sur Le Point, 18 janvier 2007
2. 1 2 3 4 5 6  Claude Malon, Le Havre colonial de 1880 à 1960 (lire en ligne), p. 233.
3. 1 2 3  « Le Havre : l’histoire de la famille Rufenacht », sur Paris Normandie, 7 août 2015 (consulté le 30 juillet 2017)
4. 1 2 3  « Ferdinand Kronheimer », sur Généanet (consulté le 30 juillet 2017)
5. 1 2  "La transition caféière: Côte est de Madagascar", par Chantal Blanc-Pamard, et François Ruf, page 11
6. ↑  « Villa Mon Désir », 17 novembre 2013 (consulté le 30 juillet 2017).